# Tsalia
Tsalia is een geslacht van haften (Ephemeroptera) uit de familie Ephemerellidae.

## Soorten
Het geslacht Tsalia omvat de volgende soorten:
- Tsalia berneri